# Nikica Vukašin
Nikica Vukašin (Drniš, 1943. – Split, 10. veljače 2019.), bio je istaknuti hrvatski sportski novinar.
Nikica Vukašin je rođen 1943. godine u Drnišu. Od 1968. do 1998. godine bio je član sportske redakcije Vjesnika, a potom je do umirovljenja radio u Jutarnjem listu.
Koautor je Hajdukovih monografija izišlih 1977. i 1981. godine, više puta je bio član Redakcijskog odbora, a potom i urednik lista "Hajduk". Više godina Vukašin je vodio i Hajdukovu press službu. 
Dobitnik je niza priznanja za svoj rad, a 2003. godine dobio je Nagradu za životno djelo Hrvatskog zbora sportskih novinara.
Izvještavao je za Vjesnik sa svjetskih prvenstava u nogometu, 1974. iz SR Njemačke i 1990. iz Italije te za Jutarnji list 1998. iz Francuske i 2002. iz Japana i Južne Koreje. Bio je izvjestitelj s europskih nogometnih prvenstava, 1984. u Francuskoj i 2004. u Portugalu.
Kao novinar Jutarnjeg lista u dva je navrata izvještavao s Ljetnih Olimpijskih igara, 2000. u Sydneyju i 2004. u Ateni. 